# 楊小梅
楊小梅（1971年—）是一位越南出生的臺灣新住民。9歲時隨家人成為越南難民流亡到臺灣。國立臺灣師範大學社會教育研究所畢業後，在新北市汐止區金龍國民小學教書逾20年，2019年獲得師鐸獎並考上取得候用校長的資格。

## 經歷
楊小梅是越南華人，父親來自中國廣東，母親是越南人，家族在越南南北分治以後移居到南越的越南共和國。1975年越南共和國政府被消滅後，一家流亡到台灣並歸化為中華民國國籍。後來成為學校教師並成為金龍國民小學的教務主任。2023年8月就任新北市貢寮區貢寮國民小學校長，成為台灣首位新住民身份校長。